# Steaua rătăcitoare
Steaua rătăcitoare (în franceză Étoile errante), este un roman în limba franceză a scriitorului Jean-Marie Gustave Le Clézio, laureat al Premiului Nobel pentru Literatură. Romanul a fost publicat prima dată în 15 mai 1992 la editura Gallimard. 

## Ediții

### în limba franceză
- Étoile errante, Editura Gallimard, Paris, 1992, 339 p., ISBN 2-07-019121-4
- Étoile errante, Editura Gallimard, colecția Folio nr. 2592, 2008, 250 p. ISBN 978-2-07-038889-9

### traduceri în română
- Steaua rătăcitoare, trad. Anca-Antoaneta Popescu, București, Editura Univers, 1998